# Chakan (Maharashtra)
Chakan es una  ciudad censal situada en el distrito de Pune en el estado de Maharashtra (India). Su población es de 41113 habitantes (2011). Se encuentra a 30 km de Pune.

## Demografía
Según el censo de 2011 la población de Chakan era de 41113 habitantes, de los cuales 22194 eran hombres y 18919 eran mujeres. Chakan tiene una tasa media de alfabetización del 87,92%, superior a la media estatal del 82,34%: la alfabetización masculina es del 90,80%, y la alfabetización femenina del 84,54%.